# Incirrina
Sous-ordre
Le taxon des Incirrina (ou « Incirrata ») est un sous-ordre de céphalopodes communément appelés « pieuvres ».
Ils vivent dans la zone benthique épipélagique.

## Liste des familles
| Selon World Register of Marine Species (24 janvier 2016) : ... - super-famille Argonautoidea - famille Alloposidae Verrill, 1881 - famille Argonautidae Tryon, 1879 - famille Ocythoidae Gray, 1849 - famille Tremoctopodidae Tryon, 1879 - super-famille Octopodoidea - famille Amphitretidae Hoyle, 1886 - famille Bathypolypodidae Robson, 1929 - famille Eledonidae Rochebrune, 1884 - famille Enteroctopodidae Strugnell, Norman, Vecchione, Guzik & Allcock, 2014 - famille Megaleledonidae Taki, 1961 - famille Octopodidae d'Orbigny, 1839 | Selon ITIS (24 décembre 2013) : - famille Alloposidae - famille Amphitretidae - famille Argonautidae - famille Bolitaenidae - famille Idioctopodidae - famille Octopodidae - famille Ocythoidae - famille Tremoctopodidae - famille Vitreledonellidae |

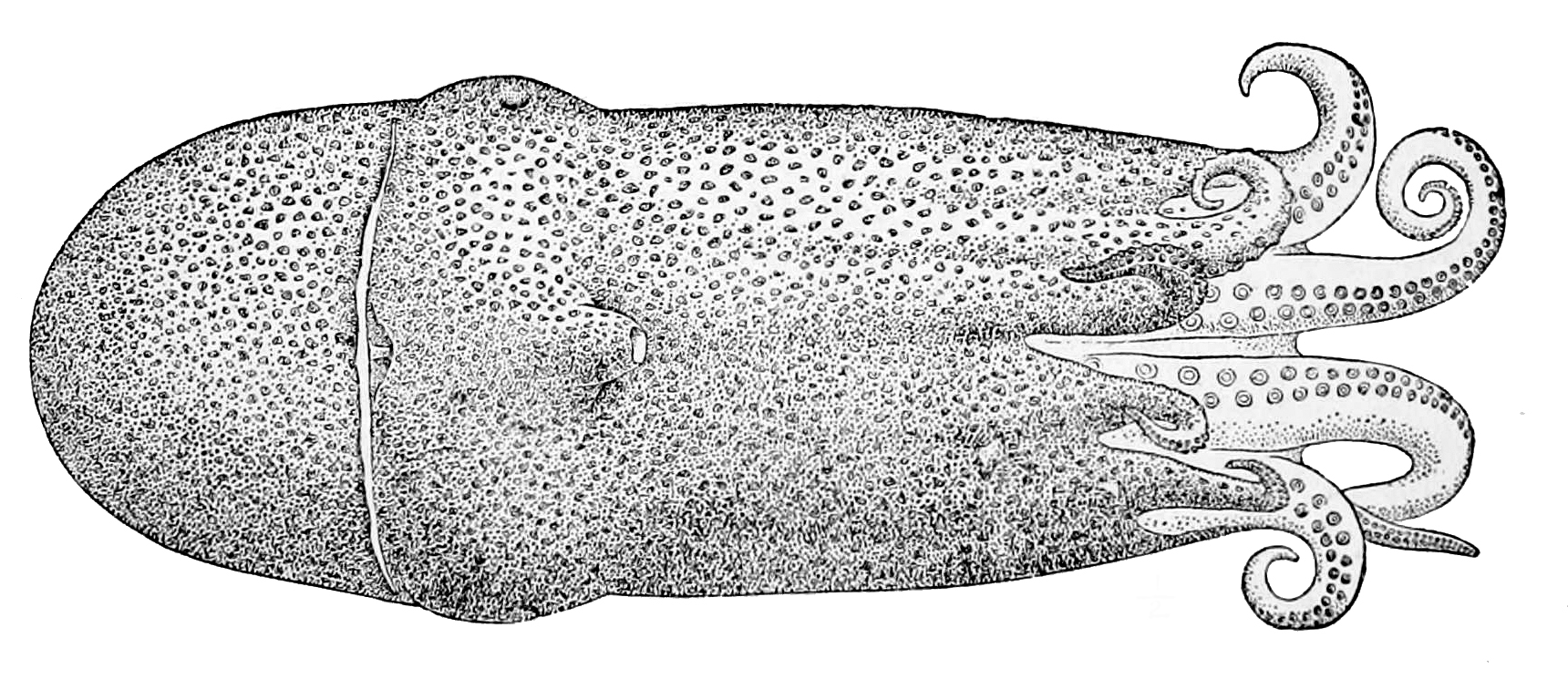
Haliphron atlanticus, le seul Alloposidae
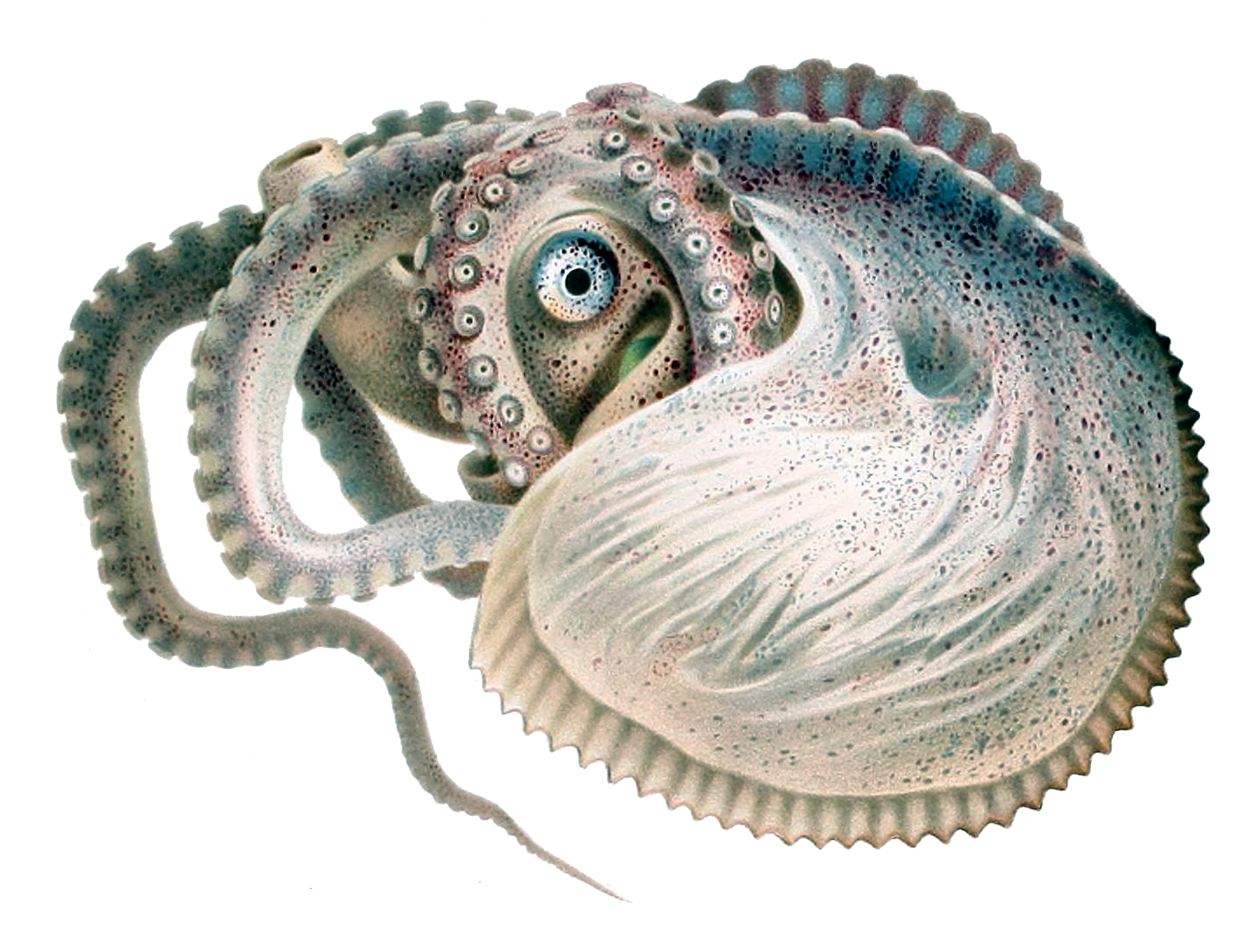
Argonauta argo, un Argonautidae
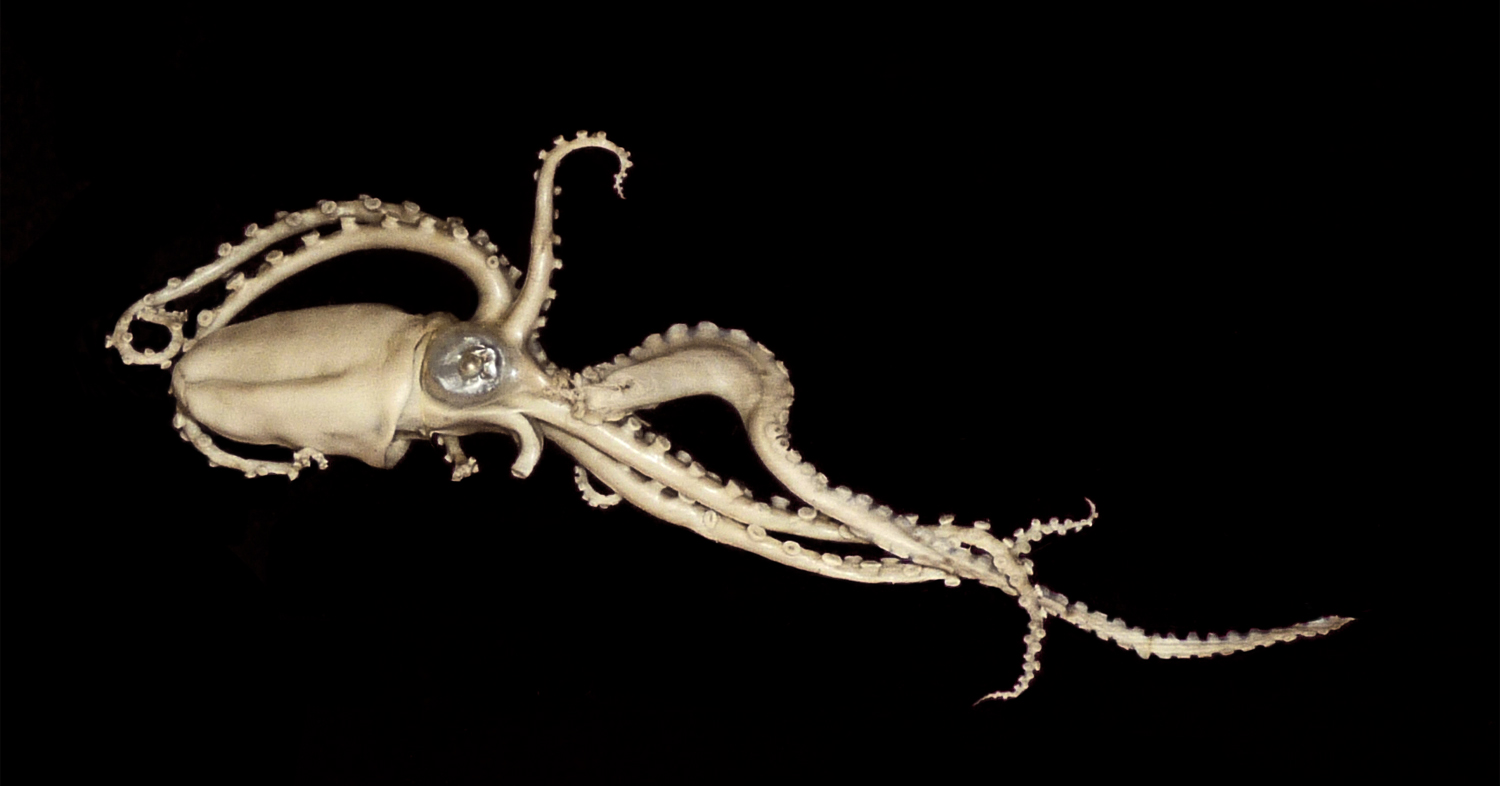
Ocythoe tuberculata, le seul Ocythoidae
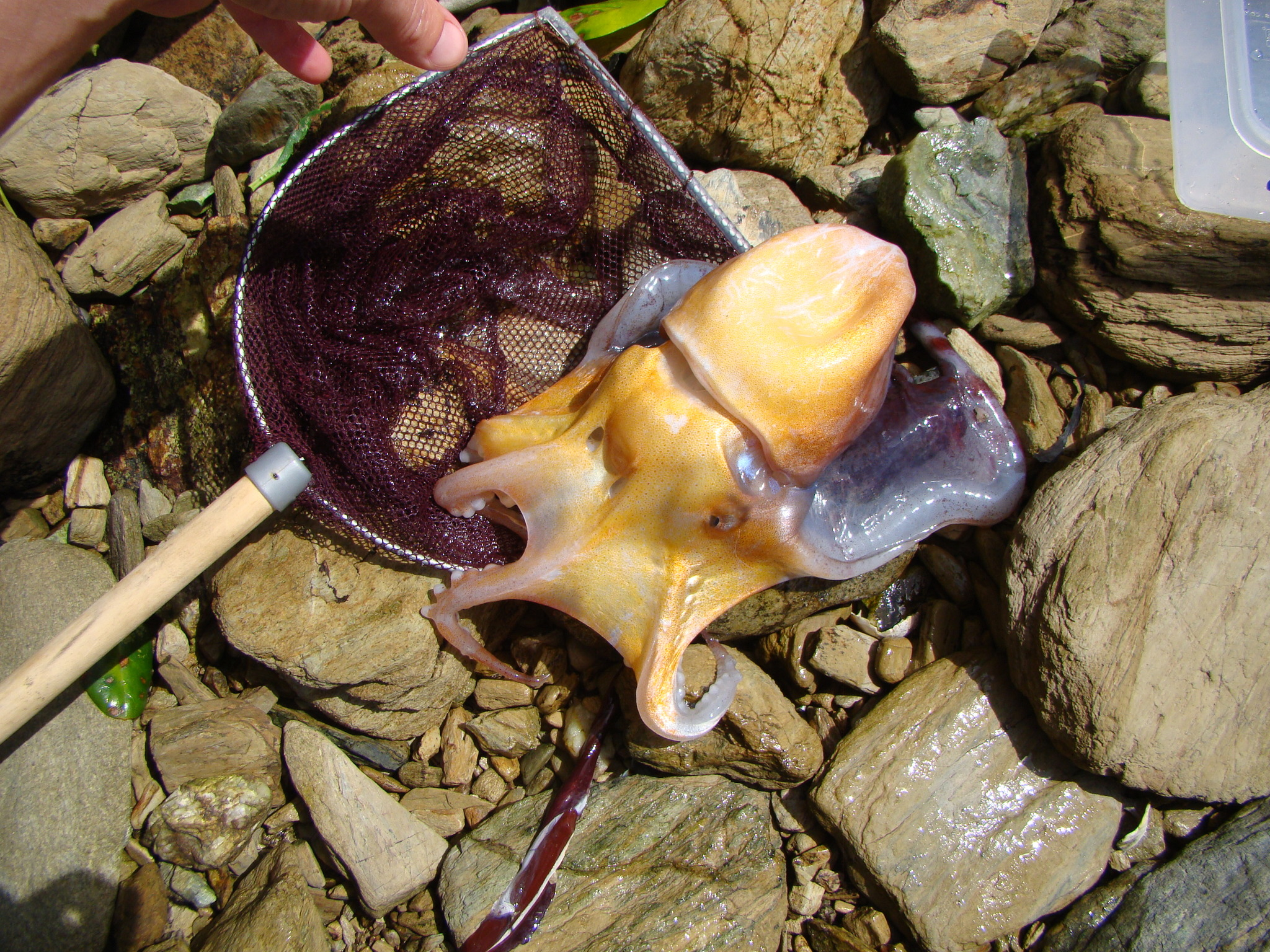
Tremoctopus robsoni, un Tremoctopodidae
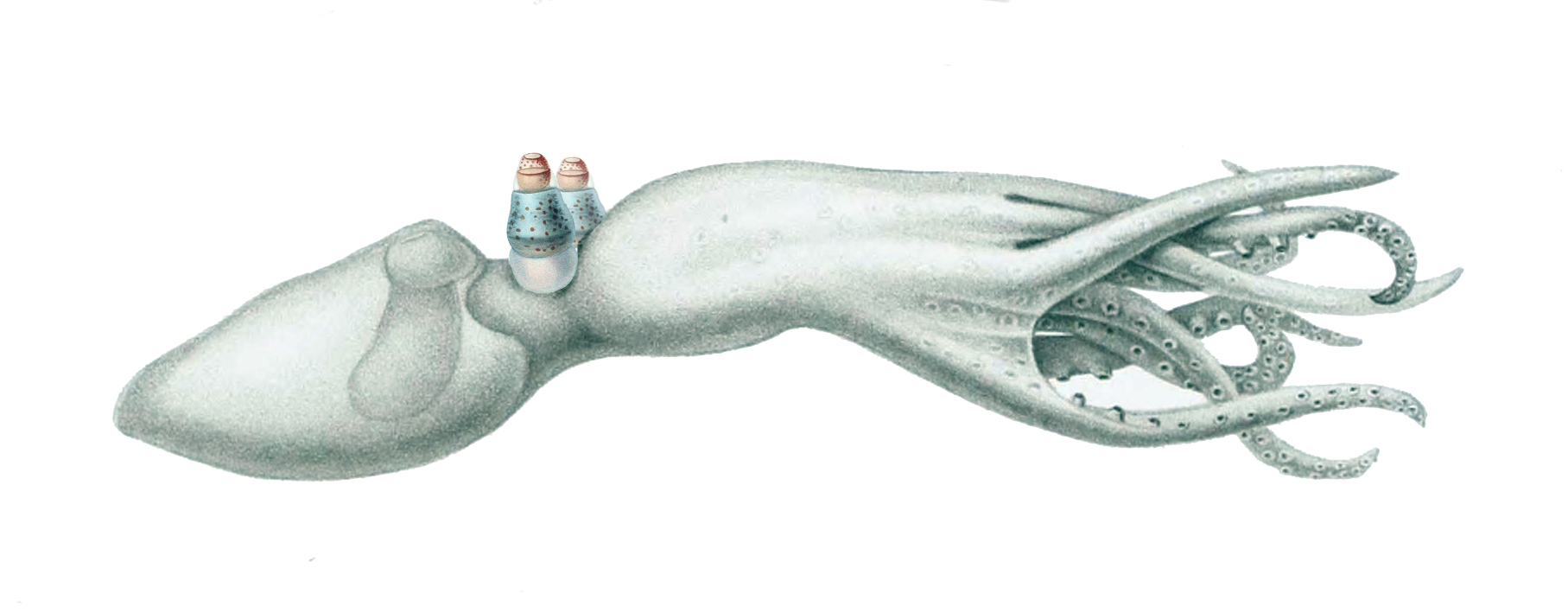
Amphitretus pelagicus, un Amphitretidae
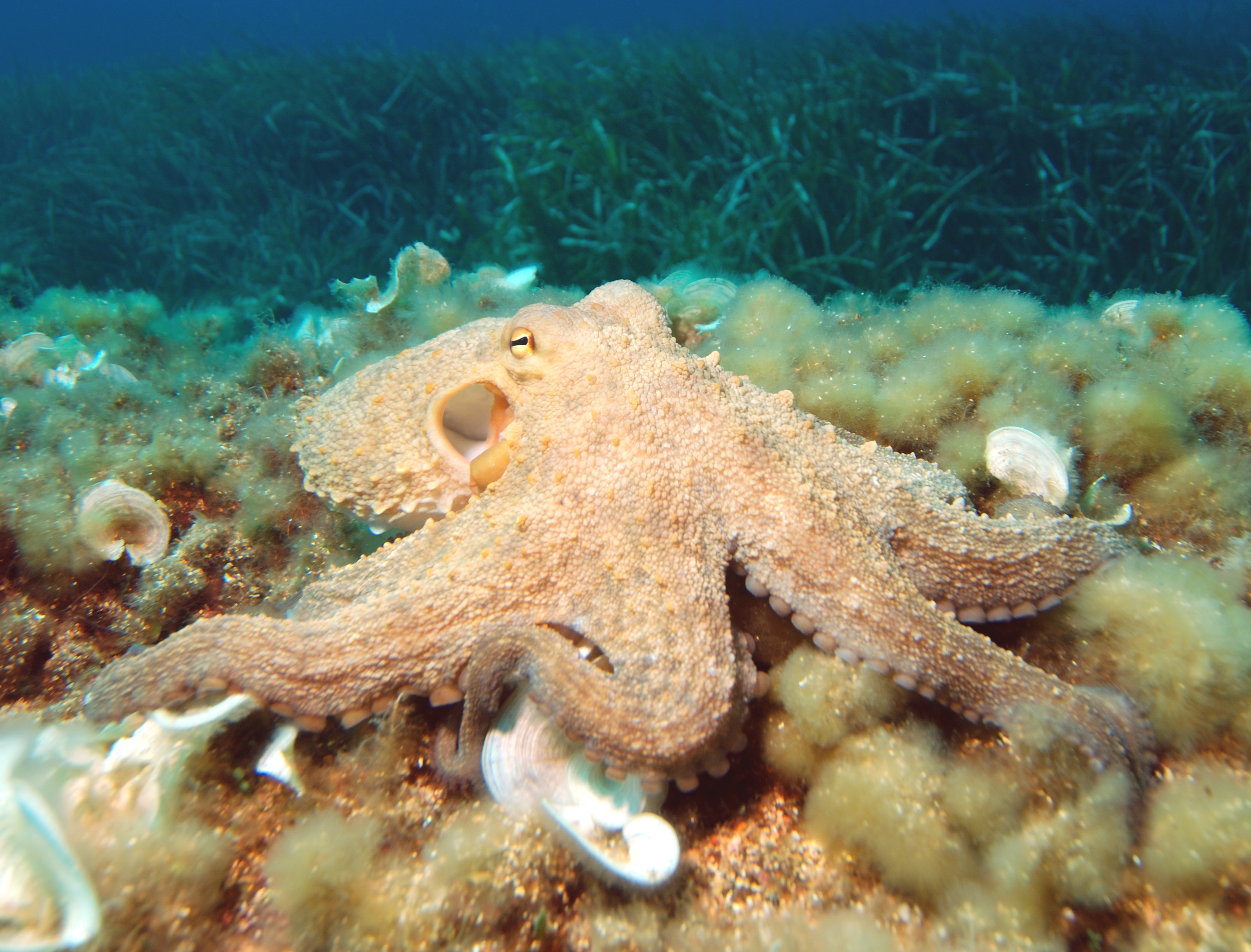
Octopus vulgaris, un Octopodidae